# ミノキジ
ミノキジ (蓑雉、学名：Pucrasia macrolopha)は、キジ目キジ科に分類される鳥類の一種である。

## 分布
ヒマラヤ山系（アフガニスタン東北部から、パキスタン、インド北部、ネパール西北部）からチベット、ミャンマー北部、中国西南部から東南部にかけて分布する。

## 形態
雄は黄褐色の長い冠羽が頭部にあり、その左右に一対の房状の羽毛がある。

## 生態
海抜1200-1400ｍの山岳地の岩のある斜面や、低木や竹の生えた林の中に生息する。
雄は、繁殖期前に頭部の冠羽や房状の羽毛を立てるディスプレイを行う。

## 絶滅危惧評価
- LEAST CONCERN (IUCN Red List Ver. 3.1 (2001))
[1]

## 参照・注釈
1. ↑  Pucrasia macrolopha  (Species Factsheet by BirdLife International)